# Bobroszczur papuaski
Bobroszczur papuaski (Hydromys ziegleri) – gatunek ssaka z podrodziny myszy (Murinae) w obrębie rodziny myszowatych (Muridae), występujący endemicznie w Papui-Nowej Gwinei.

## Taksonomia
Gatunek po raz pierwszy zgodnie z zasadami nazewnictwa binominalnego opisał w 2005 roku amerykański teriolog Kristofer Michael Helgen nadając mu nazwę Hydromys ziegleri. Holotyp pochodził z Bainyik (03°40′00″S 143°05′00″E/-3,666667 143,083333), na wysokości 700 ft (213 m), około 5 km na południe od Maprik, w prowincji Sepik Wschodni, w Papui-Nowej Gwinei. Holotyp został schwytany 29 października 1972 roku i opisany przez A.C. Zieglera w 1984 roku, jednak autor opisu uznał okaz za przedstawiciela opisanego dwa lata wcześniej gatunku, bobroszczura zachodniego (Hydromys hussoni). 
Ten gatunek jest jednak znany tylko z zachodniej części wyspy (indonezyjska prowincja Papua); ponadto okaz morfologicznie różni się od znanych bobroszczurów zachodnich, co skłoniło biologów do rewizji jego statusu. Prawdopodobnie występuje sympatrycznie z bobroszczurem złotobrzuchym (Hydromys chrysogaster) i bobroszczurzykiem papuaskim (Parahydromys asper). Autorzy Illustrated Checklist of the Mammals of the World uznają ten gatunek za monotypowy.

### Etymologia
- Hydromys: gr. ὑδρο- hudro- „wodny-”, od ὑδωρ hudōr, ὑδατος hudatos „woda”; μυς mus, μυος muos „mysz”[8].
- ziegleri: dr Alan Conrad Ziegler (1930–2003), amerykański zoolog, ekolog, konserwator przyrody zamieszkały na Hawajach w latach 1967–2003[9].

## Zasięg występowania
Bobroszczur papuaski znany jest tylko z miejsca typowego u podnóża gór Prince Alexander w zachodniej części Nowej Gwinei.

## Morfologia
Znane okazy wskazują, że jest to najmniejszy gatunek bobroszczura. Długość ciała (bez ogona) 132 mm, długość ogona 118 mm, długość ucha 13 mm, długość tylnej stopy 27 mm; brak szczegółowych danych dotyczących masy ciała. Grzbiet jest ciemnobrązowy, spód ciała okrywają włosy szare u nasady i płowo-pomarańczowe na końcach. Dolna część policzków i podgardle ma białawy kolor, zaś okolica pachwinowa i nasada ogona są ciemnobrązowe. Futro jest krótsze i mniej gęste niż u bobroszczura zachodniego, u którego także umaszczenie spodu ciała jest ciemniejsze i bardziej jednolite. Tylne stopy bobroszczura papuaskiego są długie i mają spięte błoną trzy środkowe palce. Ogon jest czarny, nie ma białej końcówki jak u pokrewnych gatunków i jest rzadko pokryty włosami, co wyraźnie odróżnia go od bobroszczura zachodniego. Siekacze są żółtopomarańczowe.

## Ekologia
Gryzonie te żyją w pobliżu rzek i strumieni w nizinnym lesie tropikalnym. Holotyp został schwytany w wiejskim ogródku na wysokości ok. 200 m n.p.m., jednak przypuszczalnie jest to tylko dolna granica jego zasięgu, jako że inne niewielkie gatunki bobroszczurów (a także większość endemicznej fauny tego regionu) preferują większe wysokości.

## Populacja
Bobroszczur papuaski jest bardzo słabo zbadany. Może mieć większy zasięg i zamieszkiwać także inne nadmorskie pasma górskie w północnej Nowej Gwinei, ale stwierdzenie tego wymaga dalszych badań. Może mu zagrażać wycinka lasów. Międzynarodowa Unia Ochrony Przyrody nie przypisała mu kategorii zagrożenia ze względu na brak danych.